# Безкомпромісний маятник
Безкомпромісний маятник (англ. Non-compromised Pendulum) — книга про систему тренування Каса Д'Амато, тренера чемпіонів світу з боксу — Хосе Торреса, Флойда Паттерсона і Майка Тайсона та стиль боксу, відомий як «Пік-а-бу». Книга написана українським науковцем, дослідником бойових мистецтв Олегом Мальцевим та американським боксером, учнем Каса Д'Амато Томом Патті.
Книга була видана 2017 року російською мовою і 2018 — англійською та опублікована у відкритому доступі.

## Історія написання
Виходу книги передував міжнародний марафон «Наука перемагати», який був присвячений пам'яті Каса Д'Амато, тренера трьох чемпіонів світу з боксу — Хосе Торреса, Флойда Паттерсона і Майка Тайсона. Марафон пройшов з 26 жовтня 2017 року по 4 листопада 2017 року. У проекті взяли участь чемпіони з боксу, тренери, спортивні журналісти, спортивні психологи та експерти в області бойових мистецтв з різних країн світу, які ділилися своєю думкою про Каса Д'Амато та його роль в історії професійного боксу.
Ідея проекту та написання книги належить українському науковцю, кандидату психологічних наук, Олегу Мальцеву, який досліджував систему тренування Д'Амато та створений ним стиль боксу більше 20-ти років. Для того щоб перевірити результати досліджень та отримати інформацію про систему він почав співпрацю з учнем Д'Амато Томом Патті. 2017 року в Нью-Йорку авторами були завершені дослідження і написання книги. У ході дослідження з'ясувалось, що назву стилю «Пік-а-бу» вигадали американські журналісти, а сам Кас Д'Амато та його учні ніколи не використовували цю назву, вони називали цей стиль боксу — стиль Каса Д'Амато або система Каса Д'Амато. Також Том Патті підтвердив, що ця система була секретною, передавалась лише в сімейному колі тренера та не виносилась на широкий загал.
Том Патті зазначив, що хоче вшанувати пам'ять про свого тренера та зберегти для наступних поколінь науку Каса Д'Амато, яка дозволяє виховати чемпіона не лише в професійному боксі, а й в інших сферах діяльності. За рішенням авторів, книга не є комерційним проектом і опублікована безкоштовно у відкритому доступі.

## Зміст
Книга «Безкомпромісний маятник» описує всю систему Каса Д'Амато з різних точок зору. Система підготовки боксерів Каса Д'Амато включала в себе блок філософії, блок спеціальної психологічної підготовки, блок фізичних тренувань, блок технічних елементів стилю боксу Д'Амато та багато інших важливих принципів та деталей системи. Книга також містить ілюстрації технічних елементів.
Книга є довідником та містить 11 розділів. Перші 10 розділів містять всі елементи системи Д'Амато, а 11-й розділ дає пояснення самої системи, яка відрізняється від класичного боксу, та особливості її застосування в бою. Також книга містить пояснення логічних моделей та тактики поєдинку.
«На мій погляд, дуже важливо, щоб методи тренувань, які були раніше приховані, знову повернулися в світ боксу. Ці знання — безцінний подарунок Каса Д'Амато науці боксу, який він передає через мене» Том Патті
Автори книги зазначають, що принципи і філософія легендарного тренера можуть бути застосовані не тільки в боксі, а й в будь-яких інших сферах діяльності. Одним з яскравих прикладів є сам Том Патті, який, за його словами, став успішним політиком завдяки системі Каса.

## Відгуки та рецензії
Президент Національної ліги професійного боксу України Михайло Михайлович Зав'ялов, в цілому високо оцінив книгу і подякував авторам за серйозну роботу. Як тренер з 50-річним стажем, Михайло Зав'ялов особливо відзначив ефективність підходу Д'Амато в психологічній підготовці боксерів, виховання дисципліни і рішучості ніколи не здаватися на рингу. Однак готовий посперечатися з фрагментом книги де йдеться про те, що без інстинкту вбивці боксер не стане королем на рингу. На противагу він посилається на нинішніх боксерів Василя Ломаченка, братів Кличко та Олександра Усика, які на його думку, не володіють інстинктом вбивці, проте, стали чемпіонами.
Історик боксу, який особисто знав Каса Д'Амато, засновник Залу боксерської слави в Лас-Вегасі (штат Невада) Стів Лотт вважає цю книгу дуже цінною, тим, чого ніколи не робили в історії боксу. За його словами, Кас був би вражений тим, що автор зрозумів, що 80 % боксу це інтелектуальна та психологічна робота, а фізичні тренування — лише невелика частина. Однак в той же час Стів Лотт зазначає, що книга і деякі концепції викладені в ній, можуть бути занадто складними, для пересічного читача.
Журналіст NY Fights Джон Гатлінг (англ. John Gatling) прочитавши книгу зазначив: «Мохаммед Алі вважав Каса дияволом, а для Майка Тайсона він був Богом. Книга „Безкомпромісний маятник“ лежить десь посередині і заглиблює нас у науковий світ Каса Д'Амато та його стилю Пик-а-бу, що зробив його відомим». Джон Гатлінг вважає книгу складним психологічним курсом про систему Каса Д'Амато, який описує тренування та спосіб життя справжнього чемпіона.
Спортивний психолог, в минулому боксер і тренер, Баликін Олександр Іванович у своїй рецензії написав, що цю книгу варто прочитати не тільки тренерам, а й спортсменам, не залежно від того, яким спортом вони займаються. Так як, на думку Баликіна О. І., система Каса Д'Амато буде актуальною завжди, для всіх видів спорту. Також Олександр Баликін відзначив важливість філософської та психологічної складової в системі Д'Амато, методу знімання «капустяних листів», створення способу досягнення перемоги для кожного спортсмена і команди фахівців, яких Д'Амато залучав для підготовки боксерів. При цьому психолог зазначив, що тільки лише прочитання книги «Безкомпромісний маятник» не забезпечить спортсменам і тренерам здатність використовувати систему Д'Амато. Для більш глибокого розуміння методики Каса Д'Амато на практиці потрібні тренування, семінари та додаткові методичні посібники.
Доктор Антоніо Грачеффо написав, що вона представляє важливий погляд на систему тренування Каса Д'Амато, оскільки виховати одного чемпіона — може бути удачею, а щоб виховати трьох чемпіонів, в такому тренері має бути щось особливе. Ця книга описує систему Д'Амато і є підручником, який допомагає зрозуміти перевірений шлях до чемпіонства. Він порівнює книгу «Безкомпромісний маятник» з трактатом Сунь Цзи «Мистецтво війни» і «Книгою п'яти кілець» Міямото Мусасі.
Також А. Грачеффо зазначив, що в цій книзі можна почерпнути концепцію «2 + 3 = 5» і застосувати її в житті, а не тільки на боксерському рингу. У цьому рівнянні «2» — означає поєдинок між тренером і учнем, за допомогою якого тренер завойовує авторитет у свого учня. І Д'Амато зміг перемогти Тайсона, але не зламавши його особистість, як підкреслив Антоніо Грачеффо.
Мартін Гонзалез (ісп. Martin Gonzalez), тренер Американської боксерської асоціації, високо оцінив аналіз технічних елементів стилю та підходу до вивчення психічних процесів та психології, описаних в книзі. За словами Мартіна Гонзалеза, він сам використовував стиль Каса Д'Амато при підготовці боксерів, тому що в боксі важливішою є інтелектуальна робота, а не просто сильні удари.